# IBM 7040

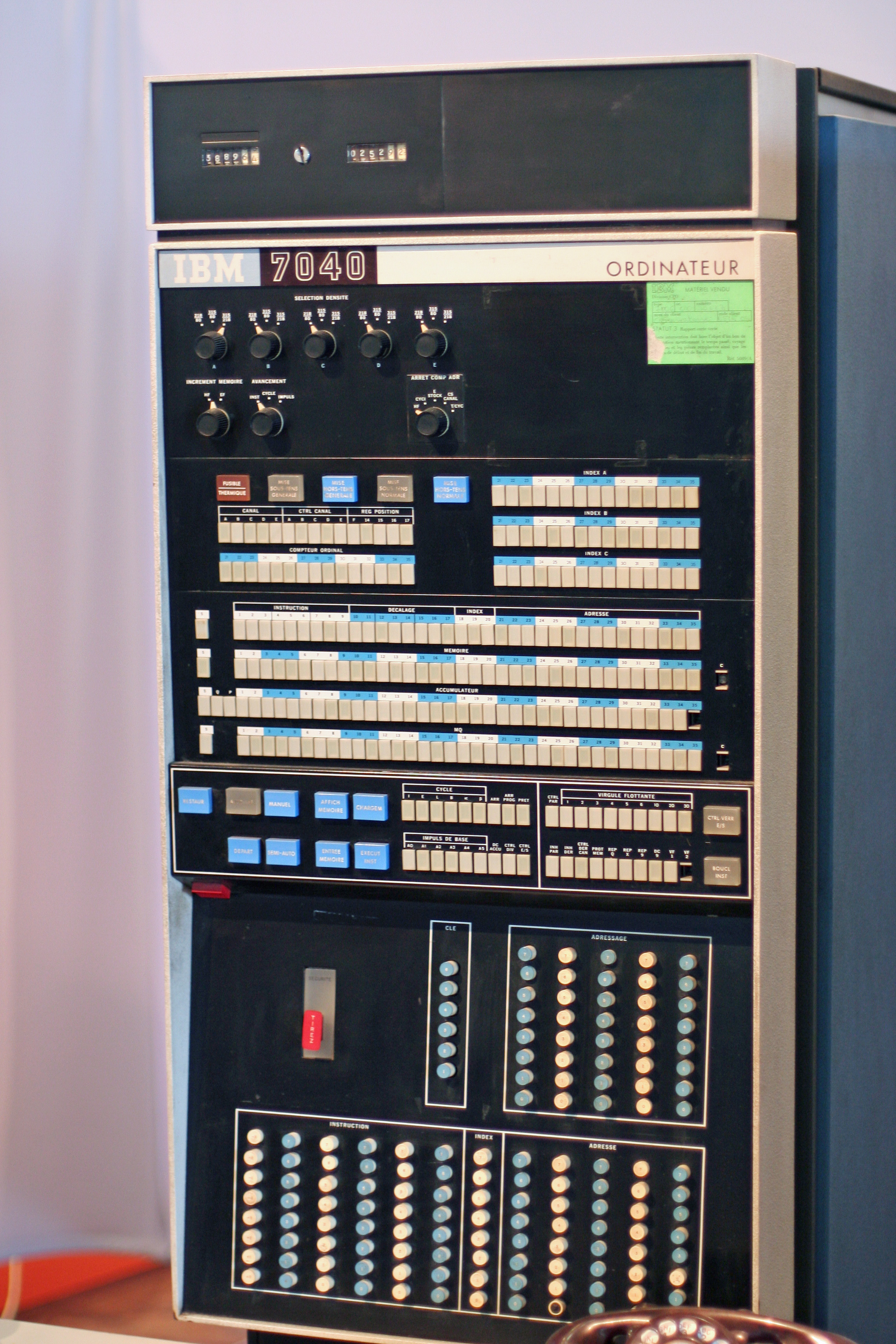
IBM 7040, Musée de l'informatique

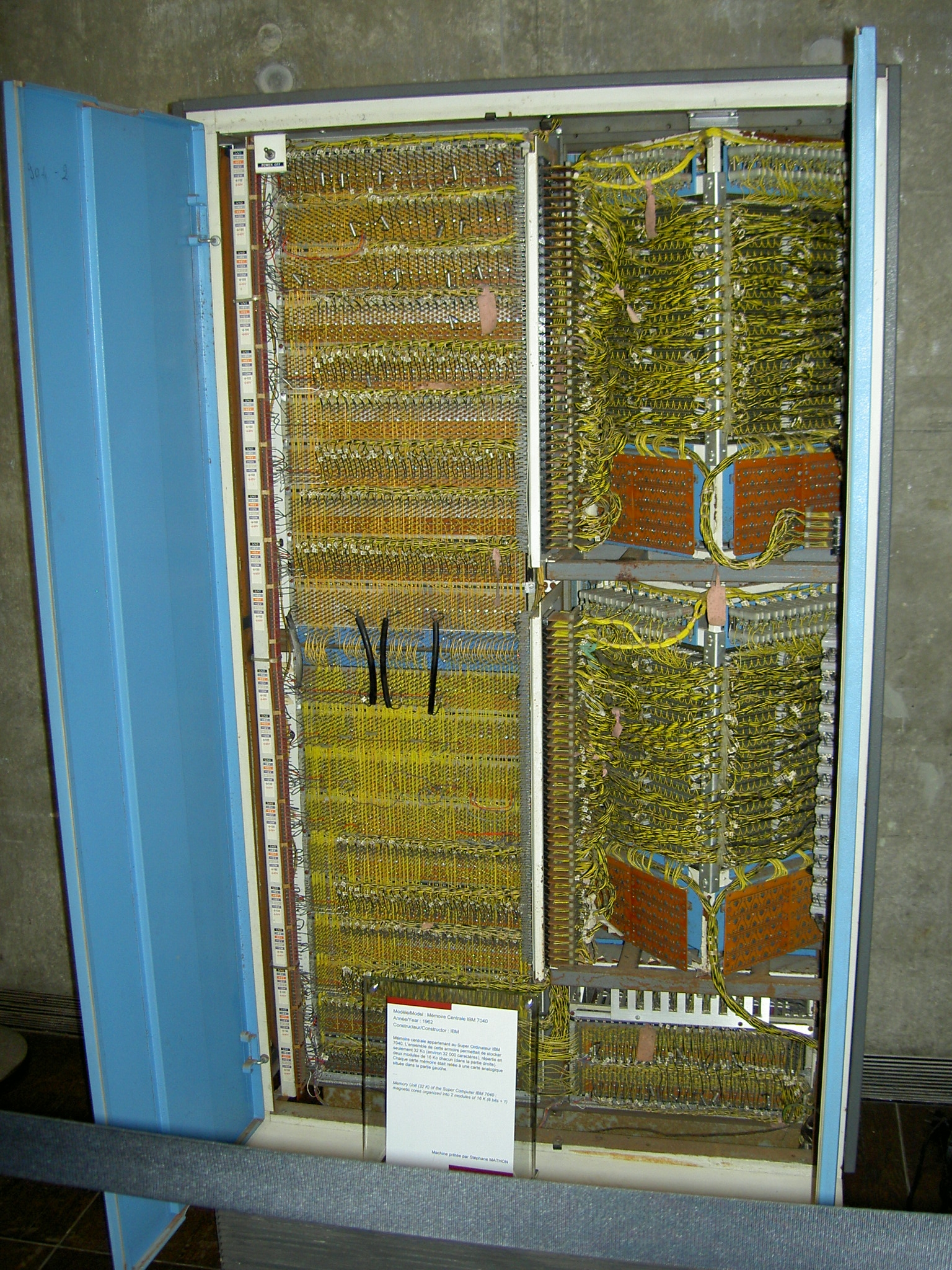
Memoria del IBM 7040 (2 x 16Kb).

El IBM 7040, una versión reducida del IBM 7090 introducido por IBM en abril de 1963, fue uno de los últimos miembros de la serie de computadores científicos IBM 700/7000. No era totalmente compatible con el 7090. Alguna características del 7090, incluyendo índices de registros, caracteres de instrucciones y coma flotante, eran opciones a costo extra. También tenía una arquitectura de entrada/salida basada en el sincronizador de datos del IBM 1414, permitiendo usar los periféricos más modernos de IBM.